# La Centaura
La Centaura (titolo completo La centaura suggetto diviso. In commedia, pastorale, e tragedia) è un dramma teatrale di Giovan Battista Andreini, pubblicato nel 1622 a Parigi e dedicato a Maria de' Medici, allora regina madre di Francia.

## Composizione
L'opera venne pubblicata a Parigi presso l'editore Nicolas de la Vigna, lo stesso che si occupò della stampa di un altro dramma dell'Andreini coevo alla Centaura, Amor nello specchio. Entrambi i due drammi furono dedicati a Maria de' Medici, allora regina madre di Francia appena riammessa nel Consiglio di Stato dopo il suo esilio di cinque anni nel castello di Blois, a causa dei primi contrasti col figlio Luigi XIII, ufficialmente Re dei francesi dal 1614. Questa riconciliazione tra le due personalità è uno dei motivi della dedica della Centaura alla regina di origini fiorentine, così come riferito nella dedica iniziale;Andreini stesso si firma nel frontespizio come "Fiorentino, servitore del serenissimo duca Ferdinando Gonzaga, Duca di Mantova, Monteferrato, ecc.".
La Centaura si struttura nei tre generi più in voga nel teatro del tempo: la Commedia nel primo atto, la Pastorale nel secondo e la Tragedia nel terzo e ultimo. La ricerca di originalità e allo stesso tempo i vari tentativi di dimostrare erudizione da parte dei vari autori, ha fatto sì l’ibridazione tra generi diversi sia ben presente nel teatro seicentesco, soprattutto barocco, e la Centaura ne è l'esempio massimo della tendenza.
La trama è alquanto articolata e sperimentale, ruota intorno ai personaggi di due sorelle che vivono a Creta, una donna e l'altra centaura: Lidia e Rosibea. Ogni atto si svolge in una località diversa dell'isola greca, cambiamento che corre in linea con il genere scelto: il primo atto, scritto come commedia, si svolge in città; il secondo si svolge in campagna e il terzo si conclude nelle stanze di una reggia, simboleggiando le trame e intrighi di palazzo con conseguente tragico epilogo. Ogni atto de La centaura introduce personaggi nuovi e che sono tipici del genere specifico, tanto che nell'introduzione del dramma sono divisi in gruppi, ma una volta apparsi essi continuano ad apparire anche negli atti successivi. 

## Adattamenti
Luca Ronconi ha curato due adattamenti della Centaura: uno nel 1972 nello studio 8 di Cinecittà, come saggio dei suoi allievi dell'Accademia d'Arte Drammatica "Silvio d'Amico" di Roma. e un altro nel 2004 al Teatro della Corte di Genova.